# ベサメ・ムーチョ
「ベサメ・ムーチョ」（Bésame Mucho、スペイン語: [ˈbesame ˈmutʃo]）は、1940年にコンスエロ・ベラスケスによって作曲された楽曲である。1941年に発表され、サニー・スカイラーによる英語詞が付けられた。ビートルズ、ザ・ベンチャーズ、ルイス・ミゲル、ダイアナ・クラールなど多数のアーティストによってカバーされており、最もカバーされたスペイン語の楽曲の1つとされている。
タイトルのベサメ・ムーチョとは、日本語訳すると“たくさんキスして”となる。

## 背景
1940年、コンスエロ・ベラスケスは「ベサメ・ムーチョ」を作曲。歌詞は、もっとキスをして。今夜が2人にとって最後の夜だと思って。もっと近くにきて。明日になったら遠く離れてしまうからという求愛の歌となっているが、作曲当時のベラスケスにはキスの経験がなかった。歌詞は、戦後に別居を余儀なくされたカップルの悲嘆と苦悩に触発されたもの。メロディは、作曲家のエンリケ・グラナドスが手がけた1916年のオペラ『ゴイェスカス』のアリア「嘆き、またはマハと夜鳴きうぐいす」がもとになっている。
1941年にサニー・スカイラーによって英語詞が付けられた。英語のタイトルについては「Kiss Me Much」や「Kiss Me a Lot」など複数存在する。

## レコーディング

### ジミー・ドーシー楽団による演奏
ジミー・ドーシー楽団は、1943年にキティ・カレンとボブ・エバリーをボーカルに迎えて「ベサメ・ムーチョ」をカバー。これは、本作のレコーディングが行なわれた初の例の1つとされている。エバリーは曲の前半のボーカルを務め、カレンが後半のボーカルを務めている。
ジミー・ドーシー楽団による「ベサメ・ムーチョ」は、1943年12月にシングル盤『マイ・アイデアル』のB面曲として発売され、1944年にアメリカのチャートで第1位を獲得した。

### ビートルズによる演奏
ビートルズは、1962年1月1日にデッカ・レコードのオーディションを受けた。このオーディションで、ビートルズはブライアン・エプスタインによって選曲された15曲を演奏しており、「ベサメ・ムーチョ」はそのうちの1曲だった。オーディションは、デッカ・レコードのA&Rの責任者であるディック・ロウによって不合格とされた。
デッカ・レコードのオーディションから5か月後の6月6日、ビートルズはEMIレコーディング・スタジオでのパーロフォンのオーディションを受けた。この日はビートルズにとって初のEMIレコーディング・スタジオでのレコーディングであり、テストも兼ねたセッションであった。セッションには、プロデューサーのロン・リチャーズとエンジニアのノーマン・スミスが立ち会った。ビートルズは、この日のセッションで「ベサメ・ムーチョ」と、自作曲の「ラヴ・ミー・ドゥ」、「P.S.アイ・ラヴ・ユー」、「アスク・ミー・ホワイ」の計4曲を演奏。当時についてマッカートニーは「当時のレパートリーはかなり馬鹿げていて、ジョージは『シーク・オブ・アラビー』をやって、僕は『ベサメ・ムーチョ』をやっていた」と回想している。
1963年のアルバム『プリーズ・プリーズ・ミー』のセッションに際して本作も候補とされていたが、ジョージ・マーティンによって拒否された。同年6月11日にはBBCラジオの『Teenager's Turn―Here We Go』用にレコーディングが行なわれ、この日の演奏は同月15日に放送された。1969年のゲット・バック・セッションでも演奏されており、この時の演奏が映画『レット・イット・ビー』に収録されている。
1962年6月6日に録音されたテイクは、1984年にジェフ・エメリックによってアルバム『セッションズ』用にリミックスや編集が行なわれたが、しかし、このアルバムはハリスンとマッカートニーが「作品の質」を批判する宣誓供述書を提出したことにより発売中止となった。エメリックによって手が加えられた音源は、1985年に発売された海賊盤『Ultra Rare Trax, Volume One』に収録された。1994年にジョージ・マーティンによってリミックスされ、翌年に発売された『ザ・ビートルズ・アンソロジー1』に同じく6月6日に録音された「ラヴ・ミー・ドゥ」とともに収録された。

#### クレジット
※出典
- ポール・マッカートニー - ボーカル、ベース
- ジョン・レノン - リズムギター
- ジョージ・ハリスン - リードギター
- ピート・ベスト - ドラム

### その他の主な演奏例

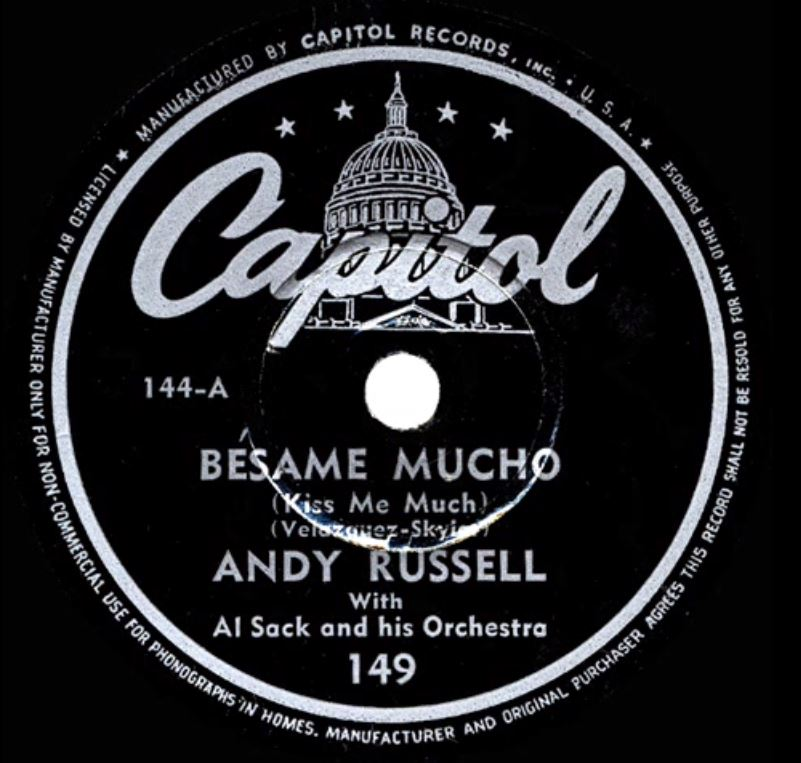
アメリカで発売されたアンディ・ラッセルのシングル盤。

「ベサメ・ムーチョ」は、1941年に発表されたエミリオ・トゥエロによるカバー・バージョンが初めてレコーディングされた例とされている。同年にペドロ・バルガスによってレコーディングされた演奏が、RCAビクターから発売された。2001年にラテン・グラミーの殿堂入りを果たした。
1944年にアンディ・ラッセルがカバー。アメリカのチャートでは最高位8位を記録。
1959年に藤沢嵐子が『第10回NHK紅白歌合戦』で歌唱。
1983年にプラシド・ドミンゴがカバー。第26回グラミー賞で最優秀ポップ・パフォーマンス賞にノミネートした。
1983年に研ナオコがアルバム『Naoko Mistone』にて、秋元康の訳詞よるカバー・バージョン「初恋 Based on "BESAME MUCHO"」として収録されている。
2012年にソエによるカバー・バージョンが、ラテン・グラミー賞にノミネートした。